# خمان مخملي
الخَمَان المخملي نوع نباتي ينتمي إلى جنس الخَمَان من الفصيلة المسكية.
موطنه منطقة غرب الولايات المتحدة في ولايتي كاليفورنيا وأريزونا.